# Endeavouria septemlineata
Endeavouria septemlineata ist eine Art der Landplanarien, die in der pazifischen Region beheimatet ist. Die Art ist der einzige Vertreter der Gattung Endeavouria.

## Merkmale

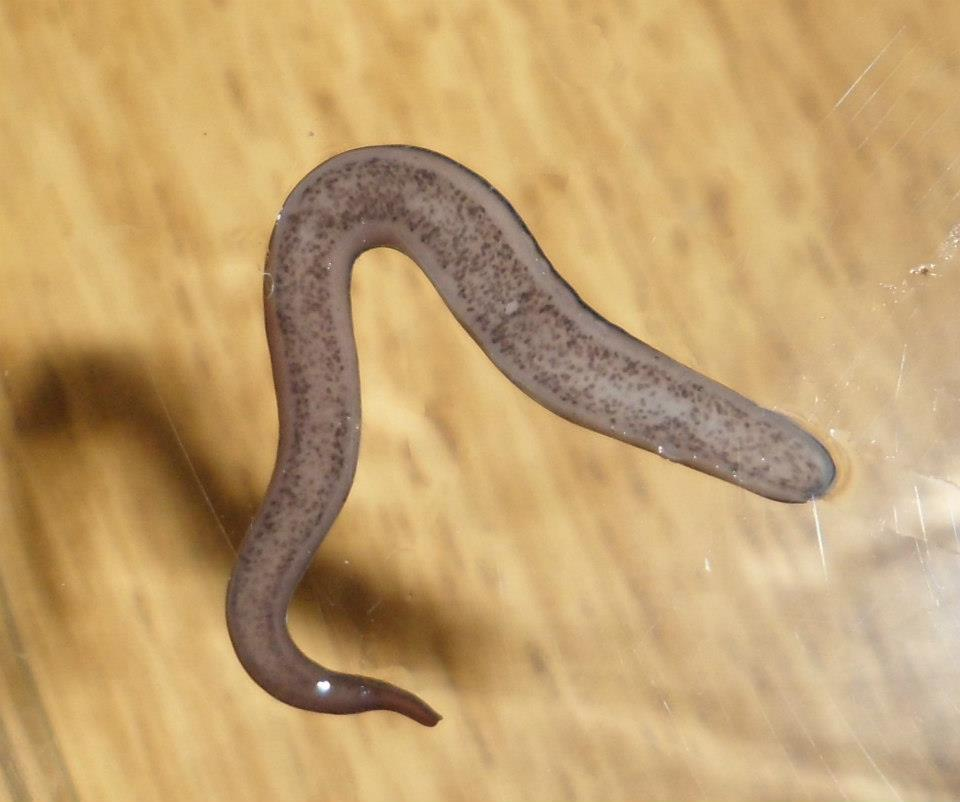
Ventrale Aufnahme von Endeavouria septemlineata

Endevouria septemlineata sind im Leben glänzend schwarz gefärbt und erreichen eine Körperlänge von 40 Millimetern, seltener bis 60 Millimeter, bei etwa 2 Millimeter Breite, das Vorderende des Körpers ist zugespitzt. Fixierte Individuen zeigen eine weißliche Färbung mit sieben dunklen Längsstreifen. Die Unterseite ist grau gefleckt. Art und Gattung sind allerdings allein nach Färbungsmerkmalen nicht bestimmbar. Dazu sind interne Merkmale erforderlich.
Bei der Art ist die von Cilien bedeckte Kriechsohle schmal, immer schmaler als die Hälfte der Unterseite, etwa genauso breit wie die bauchseitige Nervenplatte. Die Muskulatur besteht aus Muskelbündeln, die eine dicke dorsale Schicht und eine dünnere, nur halb so dicke ventrale Schicht unter dem Epithel aufbauen. Die parenchymale Muskulatur besteht dorsal nur aus schwachen Querfasern, ventral ist ein starkes Band aus Längsfasern und intermediären Fasern unter der Nervenplatte vorhanden. Die Augen bilden eine einzelne Reihe beiderseits des Rands der Oberseite. Als Kopulationsorgan ist ein ausstülpbarer Penis mit intrapenialer Papille vorhanden, das gemeinsame Atrium ist stark gefaltet, das weibliche Organ horizontal. Die Gattung unterscheidet sich von Caenoplana und Kontikia durch die schmalere Kriechsohle, von Pimea am Fehlen eines Saugnapfs, von Timyma an der abweichenden Gestalt des Vorderendes.

## Verbreitung

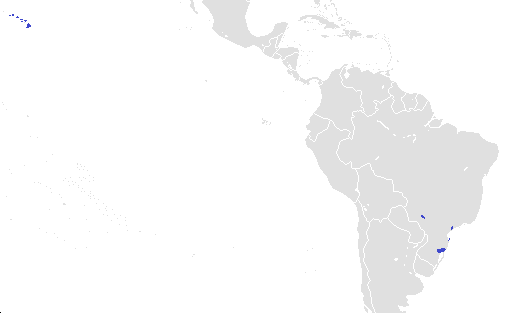
Ein Teil der bekannten Verbreitungsgebiete von Endeavouria septemlineata

Die Art ist zuerst nachgewiesen im Gebirge von Hawaii, wobei auch schon die Vermutung geäußert worden ist, die Art sei hierhin erst eingeschleppt worden. Bis heute ist nicht bekannt, woher Endeavouria septemlineata stammt, es wird jedoch vermutet, dass diese Art ihr ursprüngliches Habitat im indo-pazifischen Raum hat, da alle bekannten Arten des Tribus Caenoplanini in diesem Bereich beheimatet sind.
Nachdem sie auf Hawaii entdeckt wurde, wurde die Art als Neobiont auf den Cookinseln, auf Tahiti, später auch im Osten und Süden Brasiliens gefunden.

## Biologie und Lebensweise

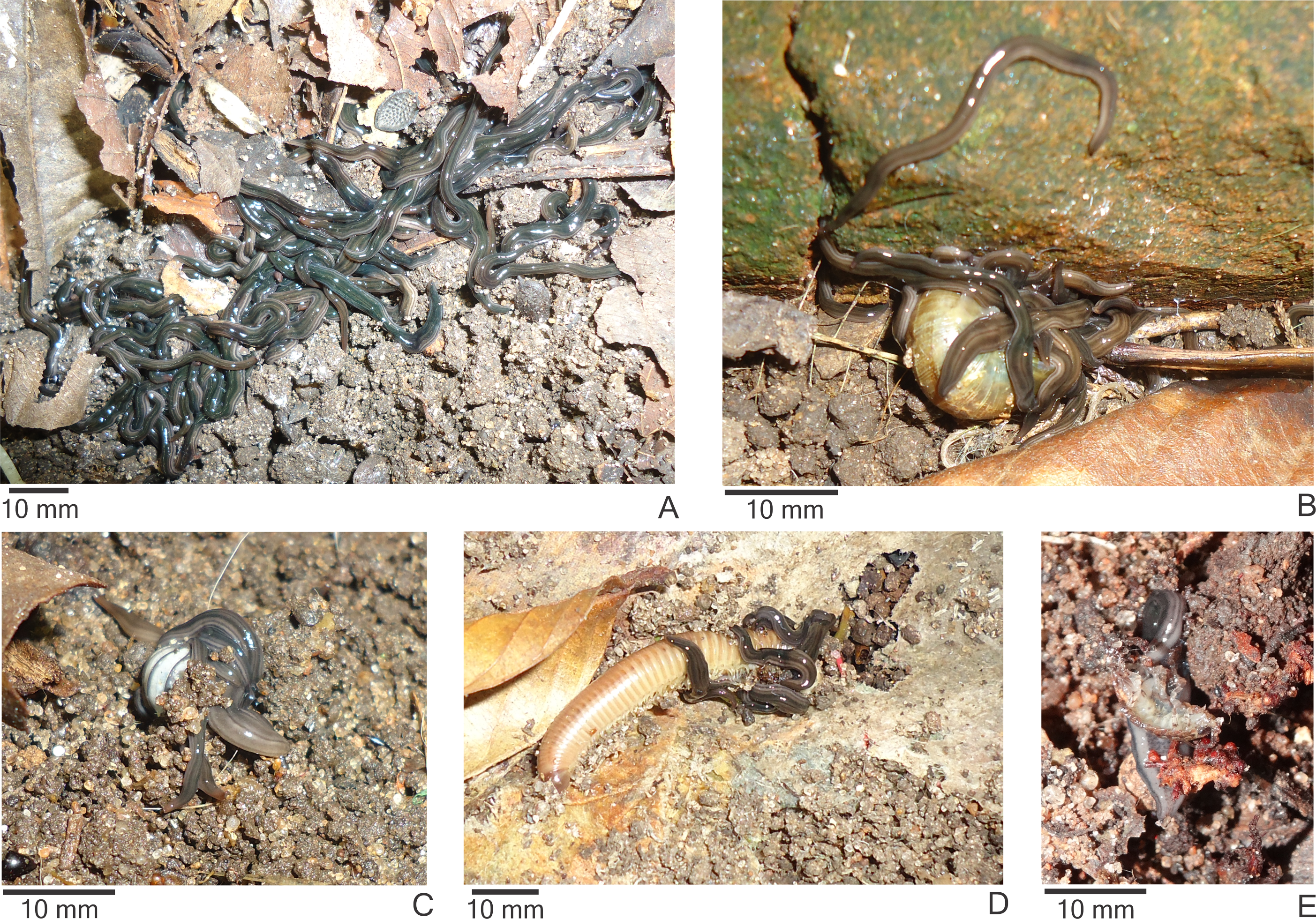
Ansammlungen von Endeavouria septemlineata auf verschiedenen Beuteorganismen in Brasilien

Die Art ernährt sich, wie typisch für Landplanarien, räuberisch. Auf Hawaii selbst wurde sie als effektiver Prädator der auf diese Insel eingeschleppten Großen Achatschnecke (Lissachatina fulica, früher Achatina fulica) bemerkt. Dabei gelingt es zahlreichen Landplanarien in gemeinsamem Angriff, mit dem ausgestülpten „Rüssel“ (Proboscis) Gruben und Löcher in das Körpergewebe der Schnecke zu fressen, wobei selbst sehr große Individuen überwältigt und verzehrt werden können. Individuen aus Brasilien wurden im Feld in ähnlichen Ansammlungen fressend auf Asseln, Tausendfüßern, Ohrwürmern und Schnecken angetroffen, bevorzugten aber im Terrarium tote Beuteorganismen, sind also eventuell eher Aasfresser.

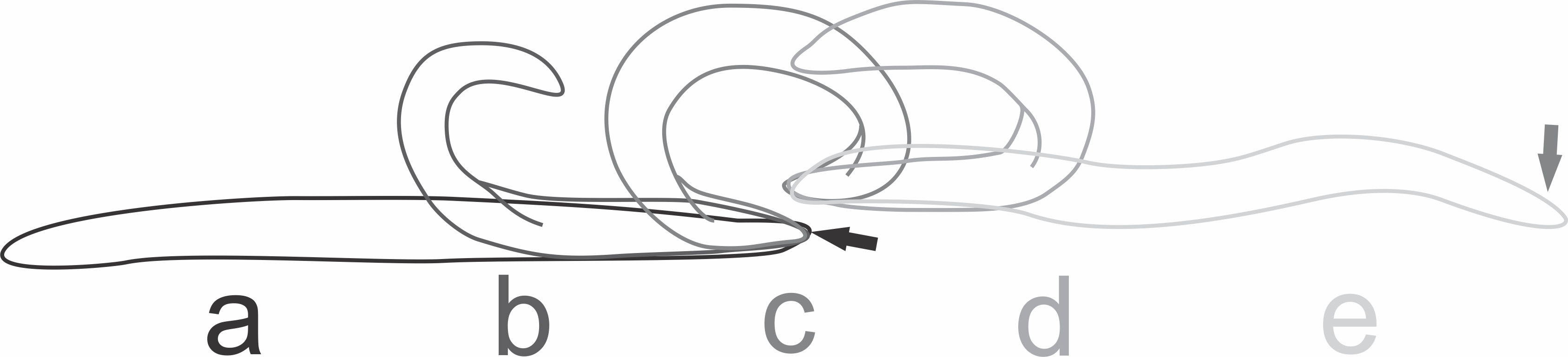
Rollierendes Fluchtverhalten von Endearouvia septemlineata (der Pfeil kennzeichnet das Vorderende)

Laborversuche zeigten, dass sie von einer Reihe in Brasilien heimischer Landplanarien der Gattung Obama erfolgreich attackiert und gefressen werden. Endeavouria septemlineata zeigte bei Kontakt mit diesen Fressfeinden kein Fluchtverhalten. Erst bei einem Angriff folgte eine Fluchtreaktion hierauf, wobei es zwei verschiedene Strategien gibt: Eine ist das rollierende Fluchtverhalten, bei dem die Individuen zunächst den Hinterleib anheben und so lange nach vorne biegen, bis er den Untergrund berührt, bevor das Vorderende in einer Überschlagsbewegung in die Front bewegt wird. Bei der zweiten Strategie kann Endeavouria septemlineata einen Teil seines hinteren Endes abwerfen, wenn dieser von einem Fressfeind gefangen ist. Das hintere Ende wächst im Anschluss vollständig nach.

## Etymologie
Der Gattungsname Endeavouria ehrt das Segelschiff Endeavour, mit dem James Cook seine erste Entdeckungsreise nach Australien und Neuseeland unternahm.
Das Artepitheton ergibt sich aufgrund der dunkel gefärbten Längsstreifen fixierter Exemplare aus dem Lateinischen: septem („sieben“) und lineatus („gestreift“).

## Systematik
Die Art wurde, als Geoplana septemlineata, durch Libbie Henrietta Hyman im Jahr 1939 von der Insel Hawaii erstbeschrieben und 1991 durch Robert E. Ogren und Masaharu Kawakatsu in die von ihnen für die Art neu aufgestellte Gattung Endeavouria transferiert. Sie gehört zu den Landplanarien (Familie Geoplanidae).